# Герб Молдавського князівства
Герб Молдавського князівства традиційно представлений головою тура, що символізує силу, із сонцем, що символізує світло доброго правління, розміщеним між рогами тура, з геральдичною трояндою ліворуч, що символізує віру, а праворуч місяць у фазі спадання, що символізує відродження. Цей герб є основним елементом печатки Молдови, прапора Молдови, молдовських монет.

## Історія
З досить далекого минулого існують варіанти через певну плутанину:
- первісну голову тура (Bos taurus primigenius) після раннього зникнення цієї тварини (сек. XV) було змінено на голову зубра (Bison bonasus, який також зник на початку 18 століття)[2];
- геральдична троянда була прийнята за сонце, а сонце між рогами — за зірку (часто представляється 6 променями або 5, але кінчиком вниз; на деяких печатках, а також на Гербі Румунії та в Союзі[3] є варіант, що показує між рогами зірку з 5 променями і кінчиком вгору).

Перші монети, випущені молдавською державою, що були за часів правління Петра I Мусата, зазвичай мали таку легенду на латині: SIM PETRI WOIWODI, SIM MOLDAVIENSIS, яка завершується так: Signum Petri woiwodi, signum Moldaviensis, оскільки під час часів Олександра Доброго, найпоширенішою легендою є "MONE ALEXANDRI, WD MOLDAVIENSIS, тобто Alexandri Coin, waiwodae Moldaviensis Молдавські монети мали написи латинською мовою, за деякими винятками, від заснування до Істрате Добіже 1665). Серед перших монет зі слов'янськими написами є ті, що з'явилися за часів Богдана III (1504-1517).
Найдавнішою монаршою печаткою з гербом Молдавії є вішана документом, підписаним Петру І у 1377 році. Легенда, яка оточує по краях печатку "Petrus voivoda Moldaviensis". Той самий герб, з головою тура із вигнутими назовні рогами, також є на молдавських монетах, випущених Петру I. Більшість господарських печаток, що містять складову, обов'язково мають легенду на слов'янській мові, наприклад: "Печать ИО Романа воевода Земле Молдавской" ("Печать Романа воєводи Молдавії"), вивішеної на документі від 30 березня 1392 року.
На печатці, підвішеній на патефоні, підписаному Олександром Добрим, є легенда: " Печать Олександра воеводы, господарь Земли Молдавской". З 1409 р. є поправка у вигляді рогів тура, які вигнуті всередину після зникнення аурів (Bos taurus primigenius) і у формі рогів зубрів (Bison bonasus, що все ще присутні до початку вісімнадцятого століття), деталь, яка збереже саме протягом усієї історичної еволюції герба; в той же час спрощення сонця стає все частішим, доки його не замінить п'ятипроменева зірка, троянда, розміщена ліворуч від морди, буде зображена пелюстками, а півмісяцева куляста форма залишиться в тій же формі. На печатках Стефана Великого з гербом Молдови є скромна легенда, що тлумачить гідність: "Печать ИО Стефана воевода Земли Молдавской..." : "Печатка Боже милістю воєводи Штефана із землі Молдови".
Вперше, в 1563 році, за правління Деспота Води, щит опиняється під відкритою княжою короною.
Протягом XV-XVI століть герб Молдови залишався майже незмінним, найзначнішими змінами були зміни форми щита.
З XVII століття княжа корона, як символ суверенної влади, буде передаватися трохи вище рогів, часто пов'язаних з двома іншими символами влади: мечем і булавою. Слід зазначити, що, починаючи з правління Василя Лупула, зірка, яка розташована зліва бичачої голови, перетворюється на сонце.
У XVIІІ  ст., незважаючи на те, що старі геральдичні елементи залишаються по суті незмінними, герб дедалі більше доповнюється зовнішніми орнаментами, особливо трофеями з різною зброєю, або підтримується левами.
На початку XIX століття герб із головою вола буде розміщено на фіолетовій мантії, вистеленій горностаєм. За часів правління Михайла Стурдзи та Ґріґоре Александру Ґіки спостерігається тенденція до зміни зовнішнього вигляду геральдичної тварини, традиційного вола замінюють бізоном, а щит розташовується в обрамленні двох дельфінів.

## Галерея

Печатка Петра I Мушата. 1387
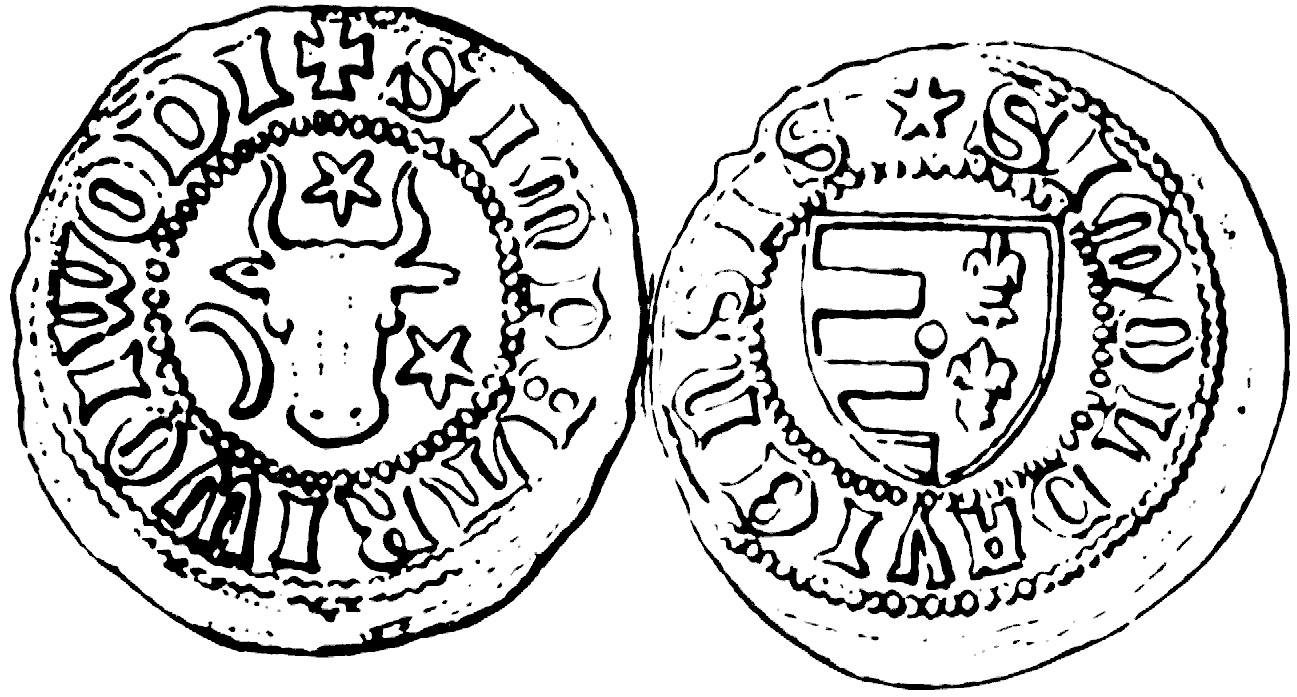
Герб і щит Молдови на молдавському гроші Петра І Мушата.
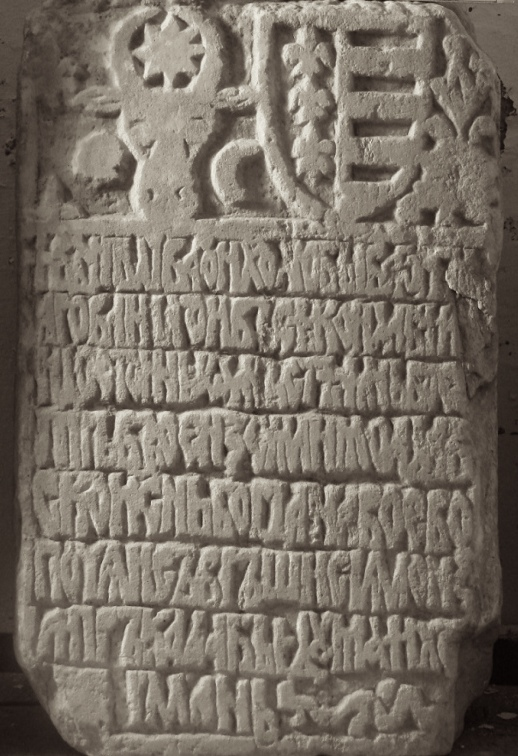
Герб і щит Молдови на написі з Аккерманської фортеці у варіанті із сонцем між рогами.
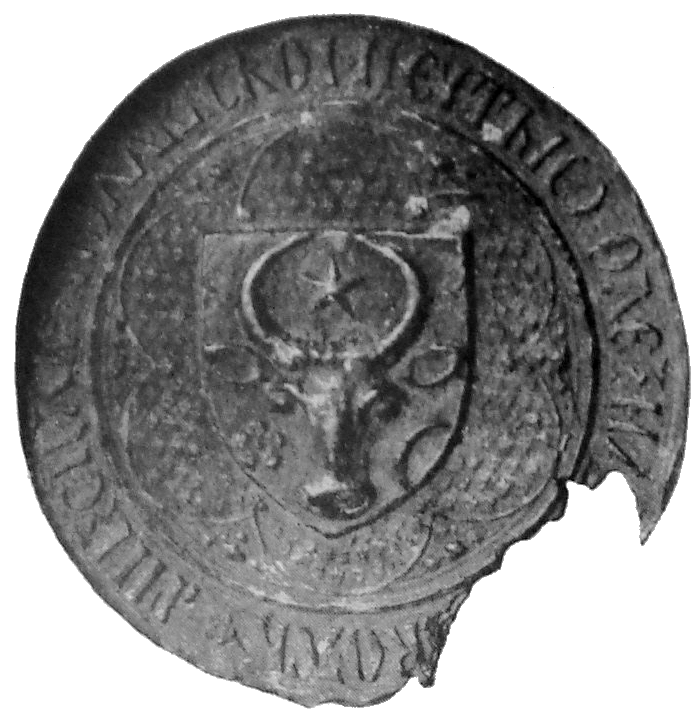
Господарська печатка Олександра Доброго. Після 1400 року
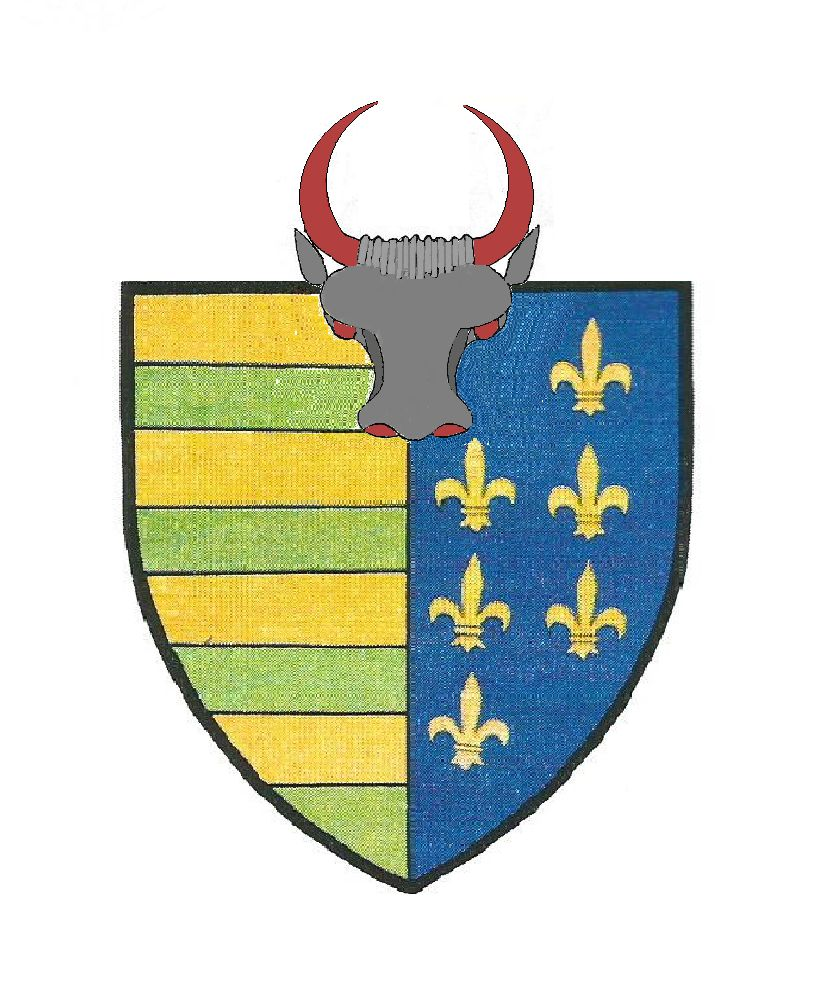
Герб Олександра Доброго
Господарська печатка Штефана ІІІ
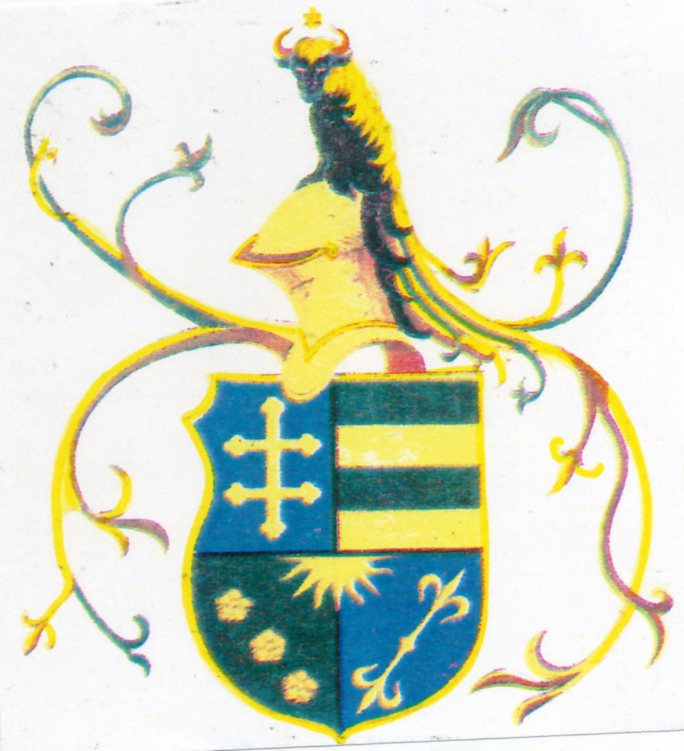
Герб правителя Молдови у Війнбергенському гербовнику
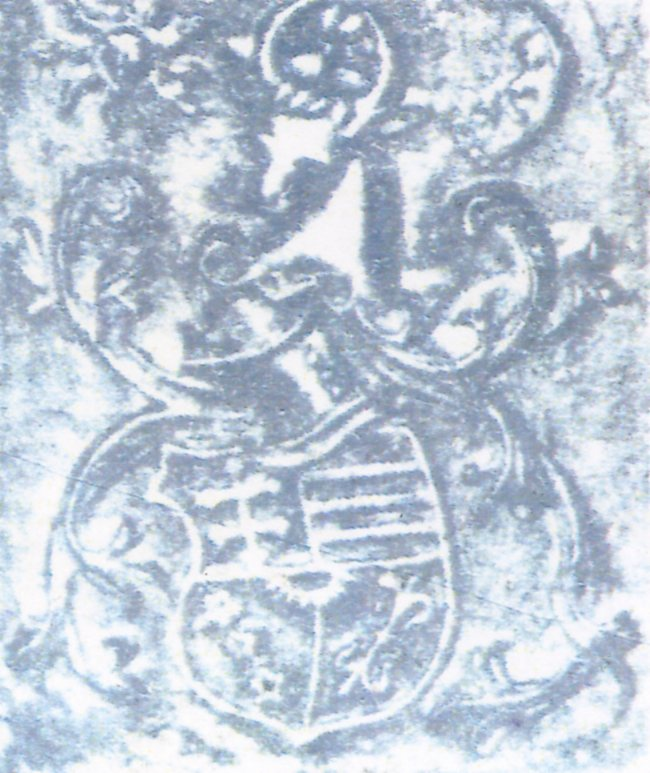
Герб правителя Молдови на дзвоні з Сучави
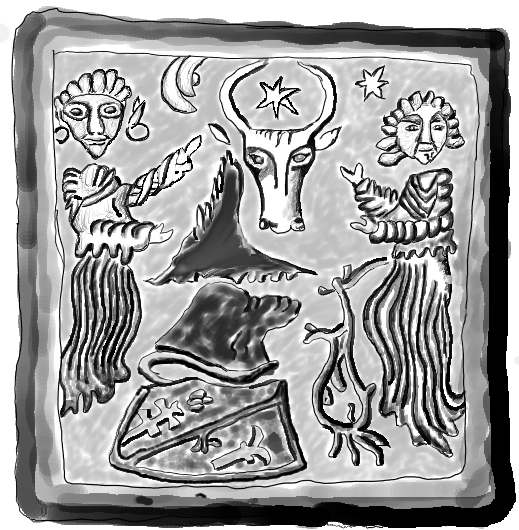
Теракота з гербом Молдови, виявлена у фортеці Нямц
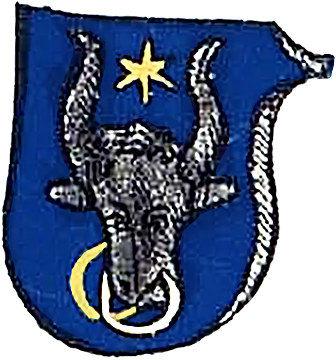
Герб з польського статуту Яна Лаского. 1506
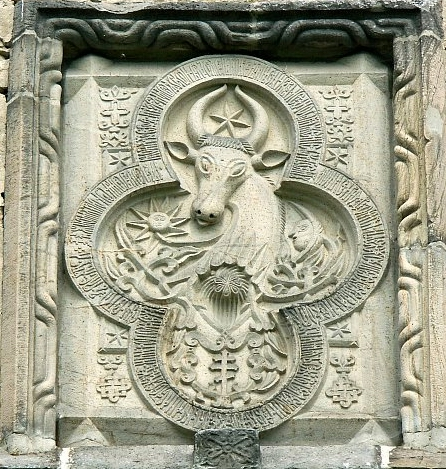
Герб Молдови XVI століття
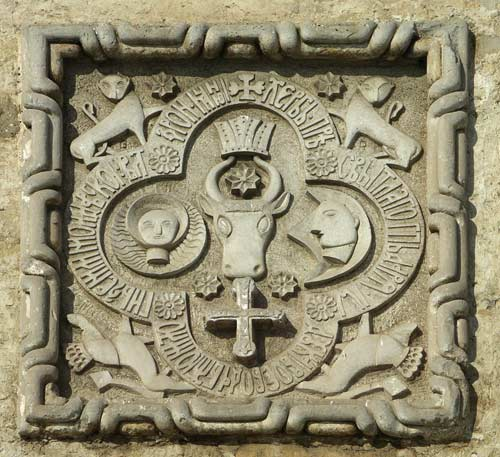
Простий герб Молдови у монастирі Цетацуя
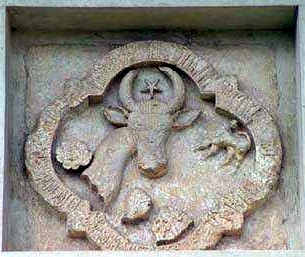
Герб Молдови 1559 р.
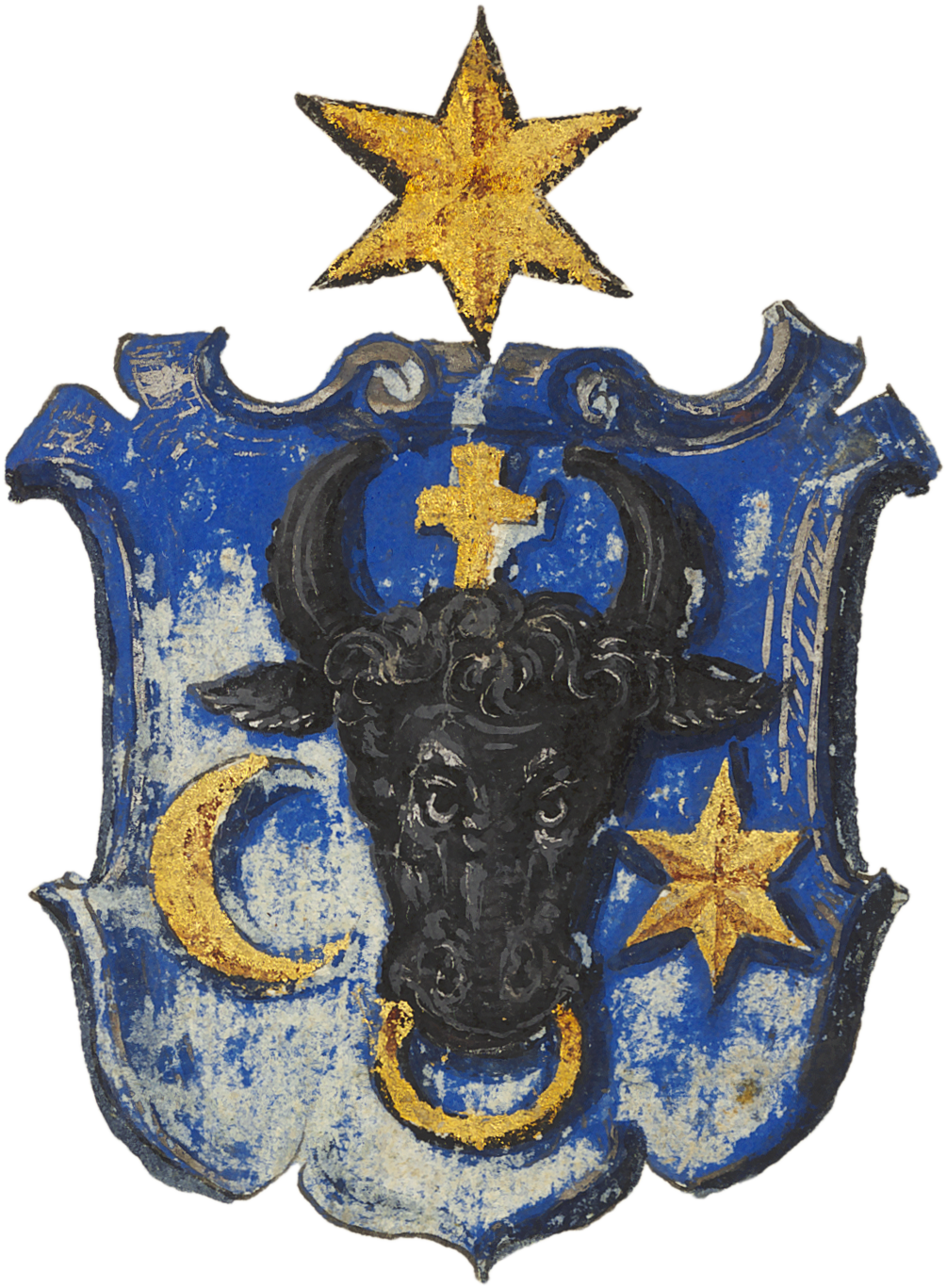
Герб Деспота Водэ. 1561 р.
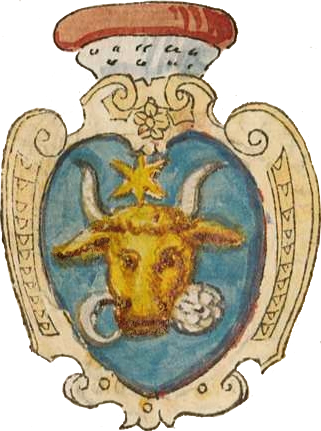
Герб з німецького гербовника. Приблизно 1586 р.
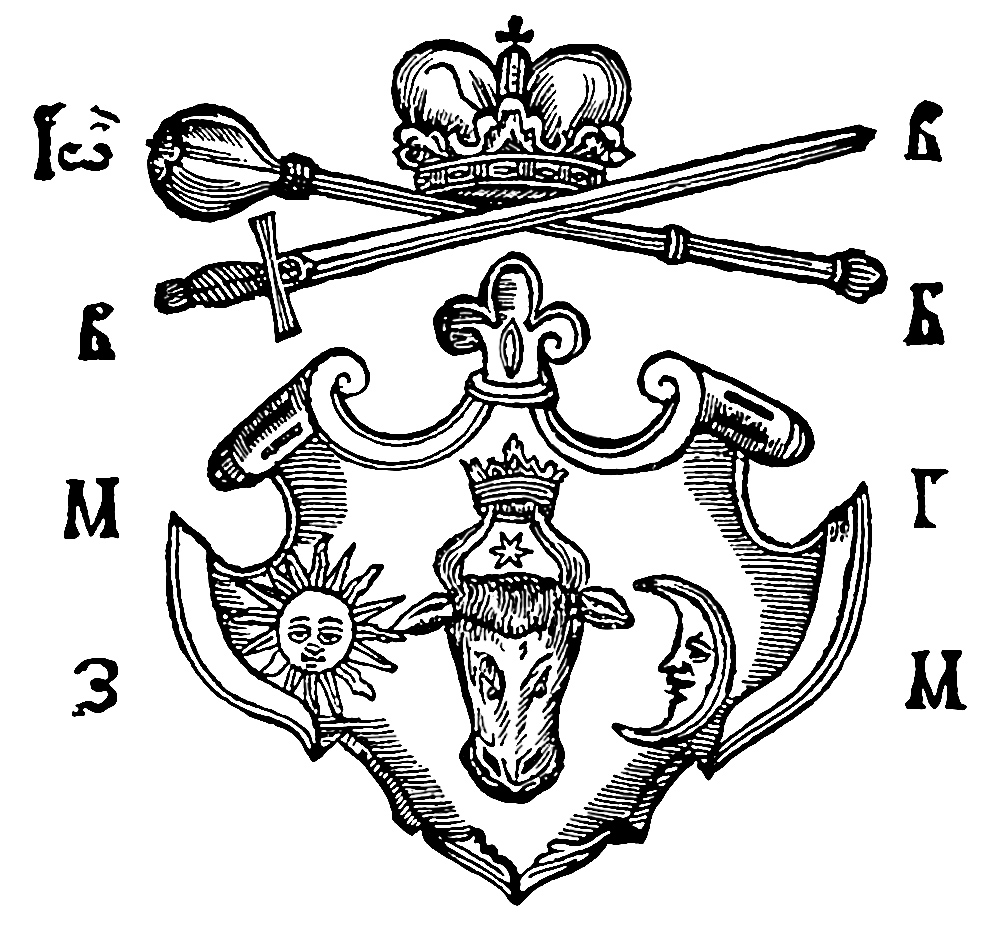
Герб Василя Лупула (1641)
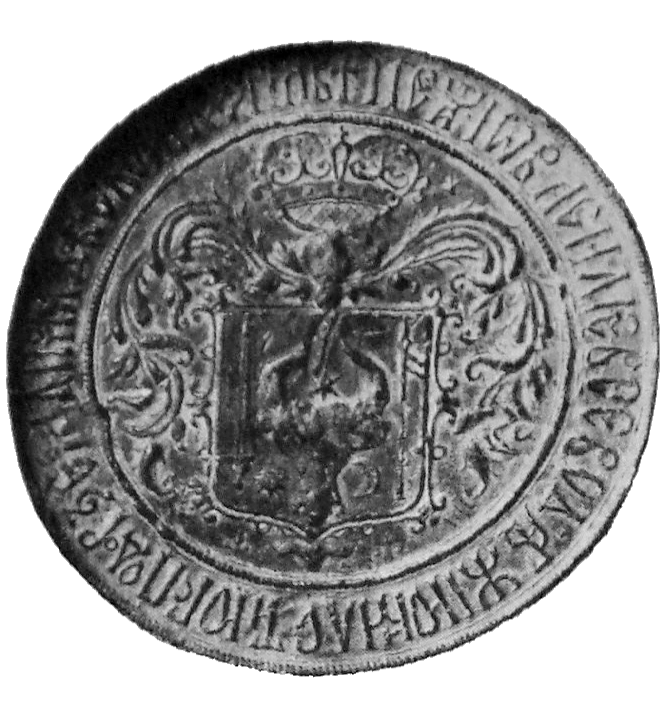
Господарська печатка Василя Лупула (1641)
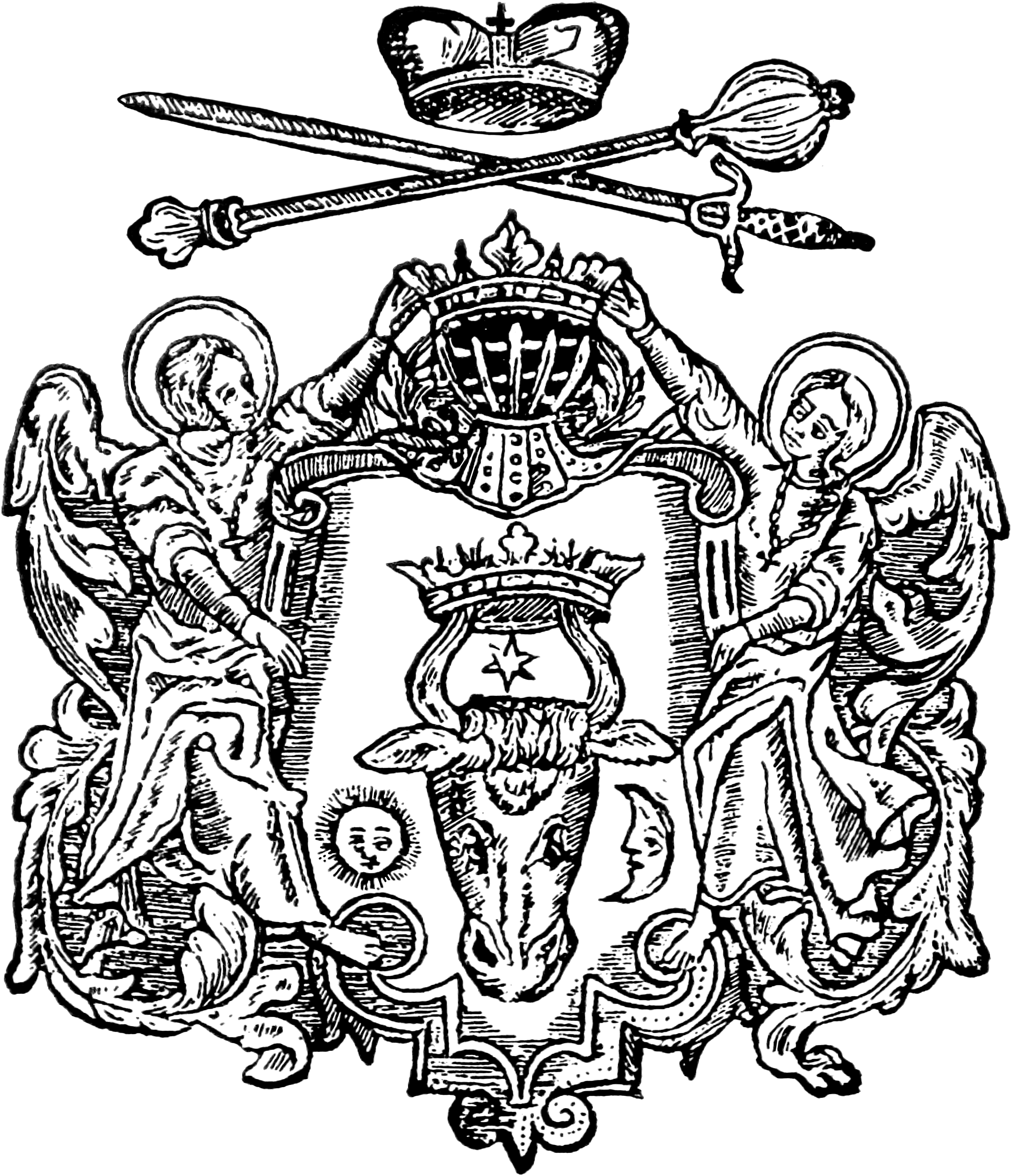
Герб Молдавії 1646 року
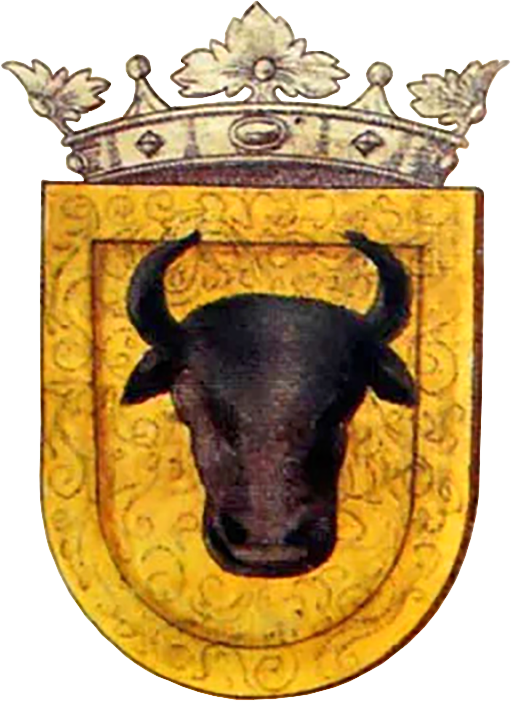
Герб Молдови зі збірки Павла Ріттера Вітезовича «Стемматографія» 1702 р.
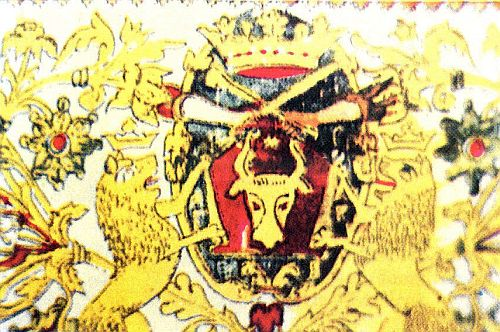
Герб Молдови 1775 р.
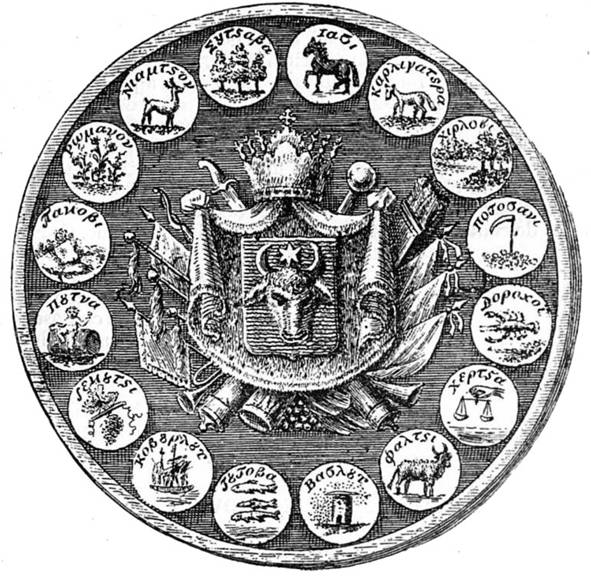
Герб Молдавії часів Александру Морузі, 1806-1807 роки.
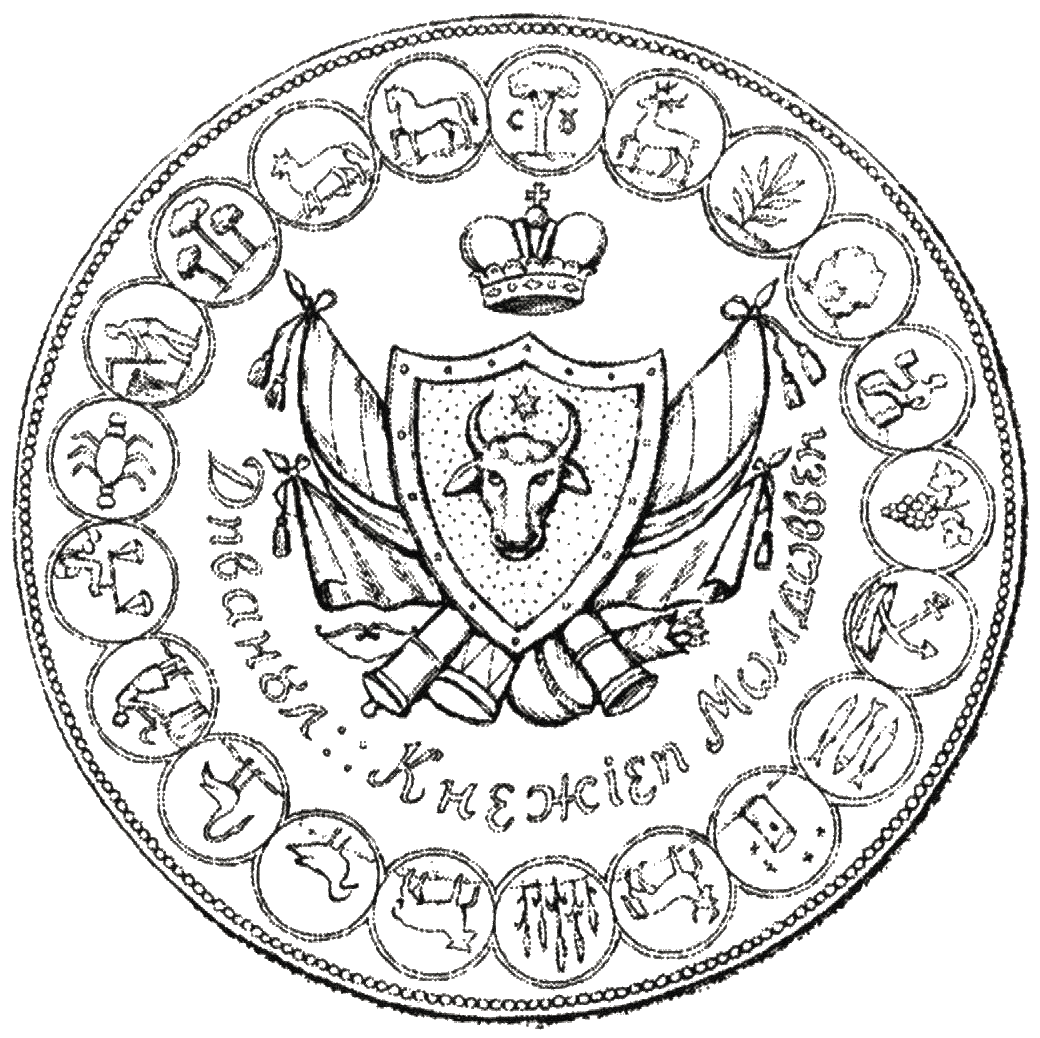
Герб Молдови 1807 р.
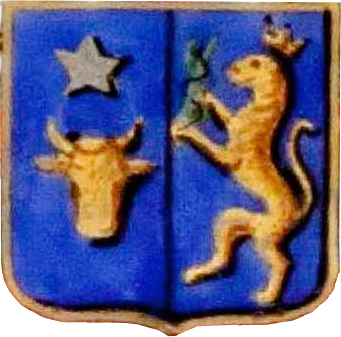
Герб Михаїла Стурдзи. Після 1834 р.
Герб Молдови 1848 р.
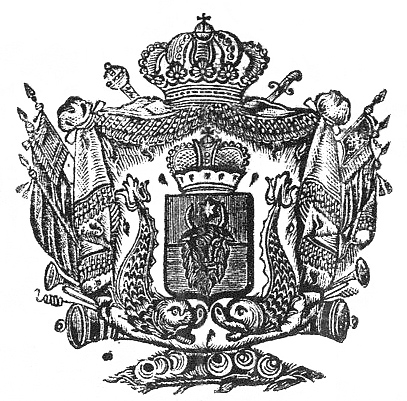
Герб із паспорта Молдавського князівства. 1855